# ZIS-6
Der ZIS-6 (russisch ЗИС-6, deutsche Transkription SIS-6) ist ein Lastkraftwagen des sowjetischen Herstellers Sawod imeni Stalina (kurz ZIS bzw. SIS), der von 1933 bis Anfang 1942 gebaut wurde. Das Fahrzeug ist die dreiachsige Variante des in großen Mengen produzierten, zweiachsigen ZIS-5, von dem auch wesentliche Baugruppen übernommen wurden. Die Grundzüge von Design und Technik gehen auf einen Ende der 1920er-Jahre gebauten Lastwagen der US-amerikanischen Marke Autocar zurück. Das Fahrzeug war vor und im Zweiten Weltkrieg der schwerste bei ZIS gefertigte Lkw und für vier Tonnen Nutzlast ausgelegt. In der Sowjetunion der 1930er-Jahre wurden lediglich drei Typen Dreiachs-Lkw produziert, der ZIS-6 war das mittelgroße Modell. Für leichtere Zwecke gab es den GAZ-AAA, für noch größere Lasten den in geringen Stückzahlen gebauten JaG-10.
Der ZIS-6 wurde herstellerseitig mit Pritsche oder als Fahrgestell ausgeliefert, wobei die Chassis ohne Ladefläche etwa ⅔ der Gesamtproduktion ausmachten und in anderen Werken mit Aufbauten versehen wurden. Besondere Bekanntheit erlangte das Fahrzeug im Zweiten Weltkrieg als Lafette des Mehrfachraketenwerfers Katjuscha. Die Produktion wurde 1942 eingestellt, ältere Quellen geben teilweise fälschlich 1945 als letztes Produktionsjahr an. Während der Kriegsjahre wurden jedoch viele vorhandene Fahrzeuge – teilweise in seriennaher Fertigung in anderen Automobilwerken – mit Spezialaufbauten für die Rote Armee ausgerüstet. Erst 1948 wurde der ZIS-151 als Nachfolger bei ZIS in die Serienproduktion übernommen.

## Fahrzeuggeschichte

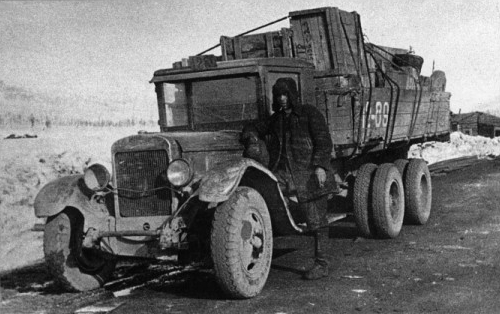
ZIS-6 bei winterlichen Verhältnissen auf der Kolyma im fernen Osten Russlands (1938)

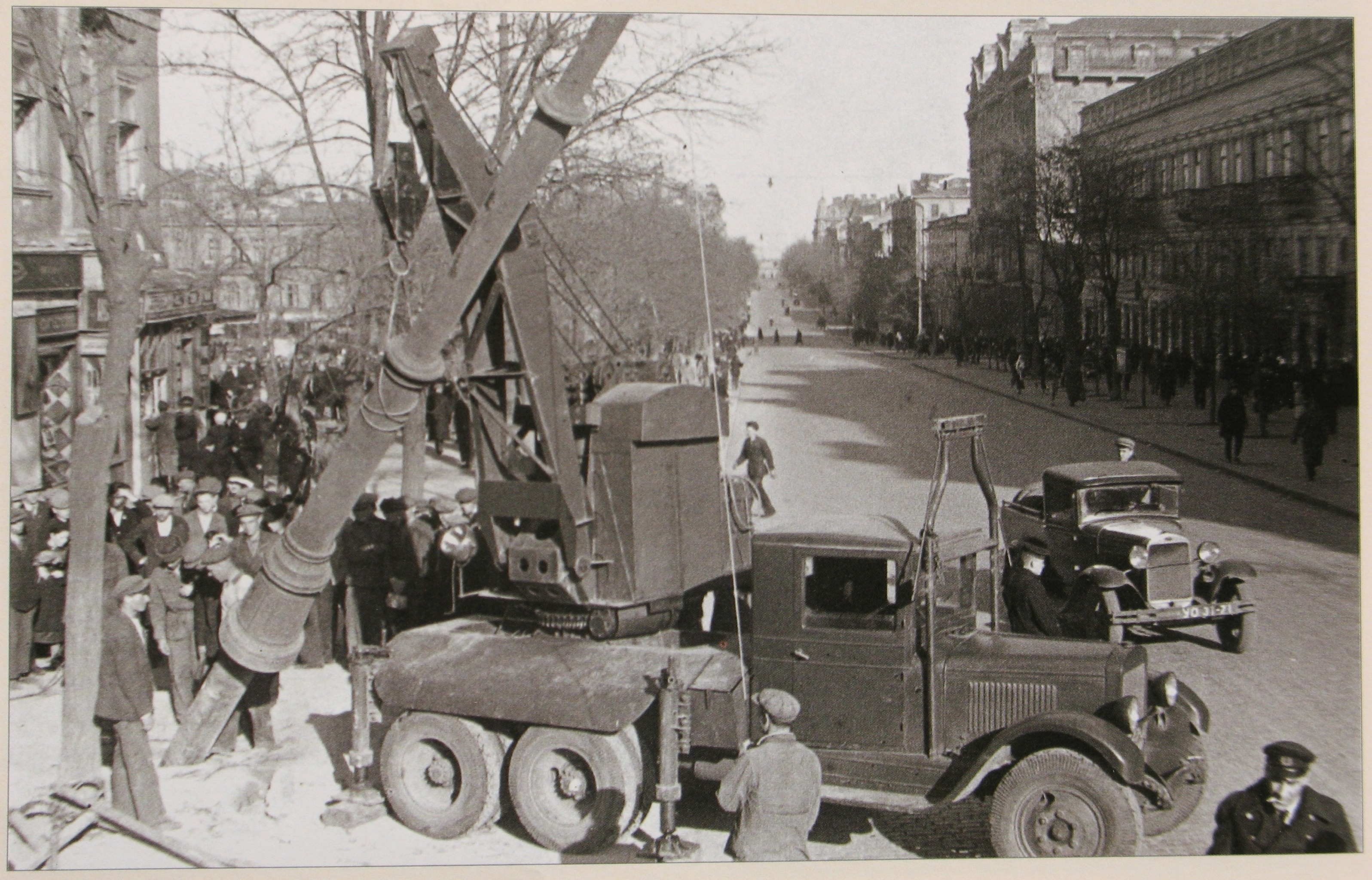
Aufstellen eines Oberleitungsmasten für eine neue Trolleybuslinie mittels Autokran vom Typ ATK-1 auf Basis eines ZIS-6 in Odessa (1941)

### Vorgeschichte
Bereits im Jahr 1930, etwa mit Produktionsbeginn des AMO-2, wurde in einer sowjetischen Versuchsanstalt, ausgehend von einem US-amerikanischen Autocar SD, ein dreiachsiger Lastwagen gebaut. Bei den Hinterachsen griff man dabei auf eine Konstruktion der Moreland Motor Truck Company zurück. Diese erwies sich im praktischen Betrieb jedoch als ungeeignet. Für die weitere Entwicklung wurde das Projekt an das NATI-Institut in Moskau übergeben.
NATI verwarf den Prototyp und fertigte 1932 zwei neue Fahrzeuge, welche auf dem AMO-3 aus heimischer Produktion basierten. Sie erhielten einen leistungsstärkeren Motor der Hercules Engine Company und Hinterachsen von der Timken Company. Diese Lastwagen wurden als AMO-3-NATI bezeichnet.
Da der AMO-3 in der Serienfertigung sehr schnell durch den überarbeiteten ZIS-5 mit stärkerem Motor abgelöst wurde, entschied man sich, auch für den Dreiachser diesen Motor einzusetzen. Der Sechszylinder-Ottomotor wurde von 3¾ Zoll auf 4 Zoll aufgebohrt, der Hubraum dadurch von 4,88 auf 5,55 l vergrößert. Damit stieg auch die Leistung von 60 auf 73 PS, was auch für den Dreiachser ausreichend war. Trotzdem entwickelte man extra ein spezielles Untersetzungsgetriebe, um so die Zugkraft steigern zu können. Noch unter der Bezeichnung AMO-6 entstanden so ab Anfang 1933 neue Prototypen mit dem größeren Motor.
Tatsächlich war die um eine Tonne gesteigerte Nutzlast eher ein Nebeneffekt der Entwicklung. Wichtiger war, dass durch die deutlich verbesserte Traktion und Zugkraft des Fahrzeugs größere und schwerere Artilleriegeschütze gezogen werden konnten. Lastwagen mit Allradantrieb standen zu diesem Zeitpunkt in der Sowjetunion nicht zur Verfügung. Erst später verlastete man auch schwere Spezialaufbauten auf das Fahrgestell. Das zeigt sich auch daran, dass alle in Serie gebauten Pritschenwagen denselben Aufbau wie der ZIS-5 erhielten, das Ladevolumen wurde also nicht vergrößert. Auch die äußeren Abmessungen der beiden Lkw sind exakt gleich.

### Serienproduktion
Unter der Bezeichnung ZIS-6 begann die Serienproduktion des Dreiachsers gleichzeitig mit dem leichteren ZIS-5 im Dezember 1933. Die Stückzahlen blieben jedoch weit hinter denen des ZIS-5 zurück. Zu Spitzenzeiten produzierte das Moskauer Werk knapp 4500 ZIS-6 pro Jahr, im gleichen Zeitraum wurden fast 60.000 ZIS-5 gebaut. Die nachfolgende Tabelle zeigt die Produktionszahlen des ZIS-6 nach Baujahren.
| Typ                | 1933 | 1934 | 1935 | 1936 | 1937 | 1938 | 1939 | 1940 | 1941 | 1942 | Summe nach Modell |
| ------------------ | ---- | ---- | ---- | ---- | ---- | ---- | ---- | ---- | ---- | ---- | ----------------- |
| ZIS-6 mit Pritsche | 881  | 341  | 464  | 364  | 505  | 1187 | 1331 | 901  | 1710 | 113  | 7797              |
| ZIS-6-Fahrgestell  | –    | 359  | 1036 | 1516 | 1565 | 1982 | 3135 | 2598 | 2225 | –    | 14.416            |
| Summe nach Baujahr | 881  | 700  | 1500 | 1880 | 2070 | 3169 | 4466 | 3499 | 3935 | 113  | gesamt: 22.213    |

Während der Bauzeit wurden nur wenige Änderungen vorgenommen. 1937 wurde die Kardanwelle überarbeitet. Ab 1941 wurde das Fahrzeug grundsätzlich mit Motoren des Typs ZIS-16 ausgestattet, die aus dem gleichnamigen Bus stammten. Durch einen neuen Leichtmetallzylinderkopf konnte die Leistung auf 85 PS gesteigert werden. Ebenfalls in diesem Zeitraum wurde ein verlängerter ZIS-6 mit Sechsgang-Schaltgetriebe entworfen. Das Projekt, das unter dem Namen ZIS-9 lief, kam jedoch über das Reißbrett nie hinaus.
Verschiedentlich wird in der Literatur angegeben, die Produktion des ZIS-6 wäre Mitte Oktober 1941 eingestellt worden. Zu diesem Zeitpunkt wurde das Herstellerwerk aus Moskau hinter den Ural evakuiert, um es vor den herannahenden deutschen Truppen und der Schlacht um Moskau zu schützen. In diesem Zuge wurde auch die Fertigung des relativ komplizierten Verteilergetriebes und der Schneckengetriebe für die Hinterachsen des ZIS-6 eingestellt. Tatsächlich wurden noch bis Januar 1942 ZIS-6 in Serie gebaut, wahrscheinlich aus vorhandenen Restteilen. Mit mehr als 22.000 Exemplaren war der Lastwagen einer der damals weltweit am häufigsten gebauten in seiner Klasse.
Ältere Quellen geben traditionell eine Stückzahl von 21.239 Exemplaren an, darin sind jedoch diverse Spezialanfertigungen sowie die Produktion nach Oktober 1941 nicht enthalten.

### Nachwirkungen
Obwohl die Produktion bei ZIS 1942 endete, wurden auch nach diesem Datum noch viele Exemplare für den Einsatz bei der Roten Armee umgerüstet. Viele Spezialaufbauten wurden noch bis Mitte der 1940er-Jahre auf dem ZIS-6 montiert, darunter Tank- und Werkstattwagen und insbesondere der Raketenwerfer Katjuscha. Erst als durch den Lend-Lease-Act zunehmend US-amerikanische Lastwagen zur Verfügung standen, wurden diese Aufgaben von anderen Fahrzeugen übernommen. An Stelle des ZIS-6 trat häufig der Studebaker US6.

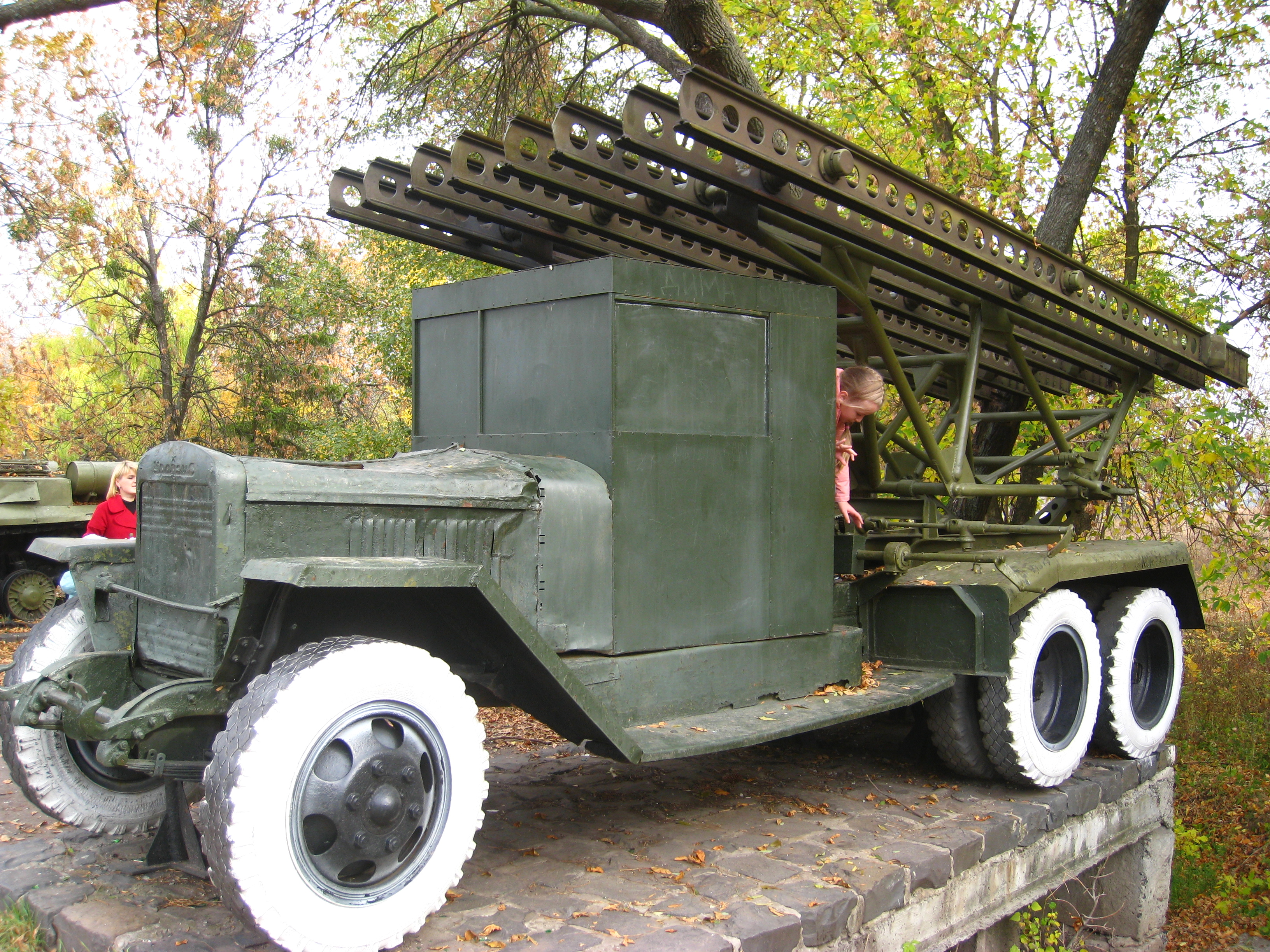
ZIS-6 mit BM-13-16-Raketenwerfer als Denkmal in Isjum (2009). Die eckigen Kotflügel sind nicht original.

Heute sind einige ZIS-6 erhalten oder restauriert. Darunter sind insbesondere einige Exemplare mit Katjuscha-Raketenwerfern, die an mehreren Orten Russlands als Denkmal aufgestellt wurden. Auch in Museen finden sich vereinzelt Fahrzeuge, beispielsweise im Militärgeschichtlichen Museum der Artillerie, des Ingenieurwesens und der Nachrichtentechnik in Sankt Petersburg.
Die häufig an den Fahrzeugen zu sehenden rechteckigen Kotflügel sind nicht original, sondern nachträglich angebaut. Teilweise wurden sie bei Generalreparaturen in den 1940er- und 1950er-Jahren angebracht, teilweise auch bei späteren, nicht fachgerechten Restaurierungen. Sie stammen von ZIS-5-Lastwagen, die zu Kriegszeiten gefertigt wurden und eine stark vereinfachte Karosserie erhielten. Diese Modifikation gab es aufgrund des frühen Produktionsendes des ZIS-6 ab Werk nie.
1948 wurde der ZIS-151 als Nachfolger für den ZIS-6 eingeführt. Wie alle nachfolgenden Modelle auch hatte er Allradantrieb und wurde in großen Stückzahlen gefertigt, die jene des ZIS-6 bei weitem übertrafen. Zusammen mit seinen Nachfolgern ZIL-157 und ZIL-131 war er bis zum Zerfall der Sowjetunion ein Standardlastwagen vieler Armeen des Warschauer Pakts. Der Hersteller produzierte noch bis etwa 2013 Lastwagen in jenem Werk in Moskau, in dem auch der ZIS-6 gebaut worden war.
Bemerkenswert ist darüber hinaus, dass der Sechszylinder-Ottomotor des ZIS-6, wenn auch unter wechselnden Bezeichnungen und mit stetig gesteigerten Leistungskennwerten, millionenfach und noch bis weit in die 1980er-Jahre hinein produziert wurde. Er fand sich in vielen sowjetischen Standardlastwagen wie dem ZIS-150, dem ZIL-164, ZIL-157, einigen Varianten des ZIL-130 oder dem UralZIS-355M sowie in diversen sowjetischen Bussen, Gabelstaplern und Baumaschinen.

## Modellvarianten und Aufbauten
Aufgrund der relativ hohen Nutzlast von bis zu vier Tonnen diente das Fahrgestell des ZIS-6 als Basis für diverse Spezialaufbauten, die für andere Lastwagen zu groß und zu schwer waren. Die nachfolgende Liste ist nicht abschließend und führt lediglich die in der Literatur überlieferten Modelle auf.
- ZIS-6 – Grundversion der Serienfertigung, vom Hersteller sowohl als Fahrgestell als auch mit Pritsche ausgeliefert. Gebaut von 1933 bis 1941.[1]
- ZIS-6A – Noch vor Ausbruch des Deutsch-Sowjetischen Krieges wurden sowohl vom ZIS-5 als auch vom ZIS-6 Exemplare speziell für die Rote Armee gefertigt und, im Falle des Dreiachsers, als ZIS-6A bezeichnet. Sie unterschieden sich hauptsächlich durch höhere Bordwände sowie das Vorhandensein von Plane und Spriegel. Von dieser Version wurden bis zum Produktionsende nur noch sehr geringe Stückzahlen gebaut.[8]

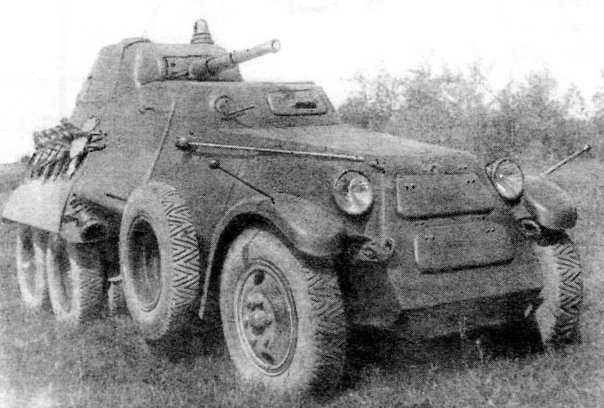
Spähpanzer BA-11 auf Basis des Fahrgestells des ZIS-6 (um 1940)

- ZIS-34 (auch ZIS-6k) – Verstärktes und gekürztes Chassis des ZIS-6 für den Spähpanzer BA-11. Projektiert ab 1936 und von 1938 bis 1941 in Kleinserie gebaut, insgesamt entstanden 16 Exemplare. Die Fahrzeuge erhielten eine Leistungssteigerung auf 86 und später 99 PS und ein Bordnetz mit 12 V, außerdem einen Tank mit 150 Litern Fassungsvermögen.[3] Bereits 1935 war mit dem BA-5 ein Prototyp auf dem Fahrgestell des ZIS-6 entstanden, der nicht in Serie gebaut wurde.[3]
- RAF und RSB-F – Seit Mitte der 1930er-Jahre auf dem Fahrgestell des ZIS-6 in speziellen Aufbauten untergebrachte Kurz- und Mittelwellenfunkstationen für den Betrieb auf Flugplätzen.[3]
- PM-3, PM-5-6 und PARM-1B – Werkstattwagen mit eigens gefertigtem Spezialaufbau für das Militär, unterschiedlich ausgestattet und ab Mitte der 1930er-Jahre bis 1941 gefertigt. Ab 1938 gab es vereinzelte Exemplare mit Bus-Karosserien.[3]
- BS-35 – Flugfeldtankwagen auf Basis des ZIS-6 mit 3200 l Fassungsvermögen. Gebaut von 1935 bis 1941, die Pumpleistung lag bei 400 l/min.[3]
- BS-41 – Ab 1941 bis 1943 aus vorhandenen Fahrgestellen aufgebauter Tankwagen mit 3400 Litern Fassungsvermögen. Der ab 1943 gebaute BS-43 wurde auf dem kleineren ZIS-5 aufgebaut.[5]
- WMS-34 – Spezialtanker für den Flugbetrieb, in dem sowohl größere Mengen Wasser als auch Öl erhitzt und umgepumpt werden konnten. Gebaut von 1934 bis 1940, danach auf ZIS-5 verlastet.[3]
- AES-4 – Militärische mobile Netzersatzanlage zur Versorgung größerer Verbraucher (Suchscheinwerfer, Krankenhäuser, Kommunikationsanlagen) mit Strom. Auf dem Fahrgestell wurde ein Spezialaufbau mit einem benzingetriebenen 30-kW-Stromerzeugungsaggregat montiert, ein zweites Fahrzeug transportierte zusätzliche Ausrüstungsgegenstände. Gebaut von 1936 bis 1941.[3]
- AK-3 – Mobilkran für den militärischen Einsatz und drei Tonnen Hubkraft. Gebaut von 1938 bis 1941.[3]
- AKM Janwarez – Weiterentwickelter Mobilkran mit kürzerem Ausleger und ebenfalls drei Tonnen Hubkraft, gebaut von 1939 bis 1941 in einem Werk in Odessa.[3]
- ATK-1 – Ziviler Mobilkran mit ähnlichen Aufbauten und Parametern wie die militärischen Versionen.[1]
- AGW-2 – Eine Reinigungs- und Dekontaminierungsanlage für Uniformen und andere Ausrüstungsgegenstände, die auf dem Fahrgestell des ZIS-6 montiert wurde. Gebaut 1940.[3]

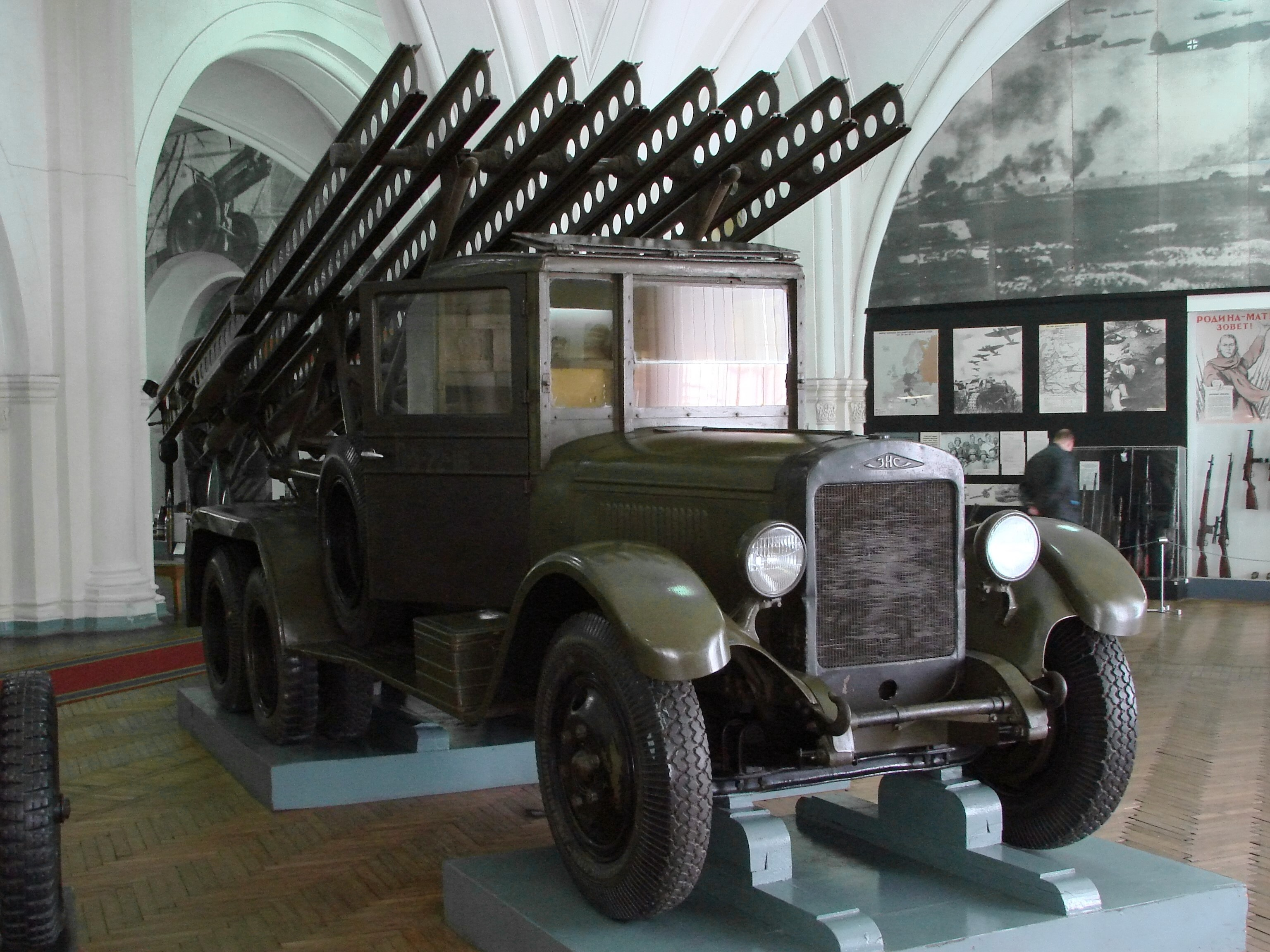
Original erhaltener BM-13 mit runden Kotflügeln im Artilleriemuseum St. Petersburg (2008)

- BChM-1 – Gepanzerter Tankwagen auf dem Fahrgestell des ZIS-6 mit einer Reihe von Kompressoren und Pumpen, der dafür ausgelegt war, chemische Kampfstoffe zu verbreiten und Nebel zu erzeugen, der ausreichte, um etwa ein Gebiet von 2500 m² zu verhüllen. Zwischen 1937 und 1939 entstand eine mittlere oder hohe zweistellige Zahl dieser Fahrzeuge.[3]
- PO-15-8 u. a. – Der ZIS-6 wurde vielfach als Lafette für Flakscheinwerfer und akustische Ortungssysteme in der Flugabwehr eingesetzt.[3]
- MU-1 und MU-2 – Experimentelle Mehrfachraketenwerfer aus den 1930er-Jahren, die auf den ZIS-6 verlastet wurden.[3]
- BM-13 – Auch BM-13-16, Katjuscha oder Stalinorgel genannt, in Serie produzierter Mehrfachraketenwerfer der im Zweiten Weltkrieg eingesetzt wurde. Von 1939 bis 1941 wurden ZIS-6 als Chassis verwendet, in den späteren Kriegsjahren vor allem Studebaker US6 und nach dem Krieg andere sowjetische Lastwagen.[3] Einige Exemplare auf Basis des ZIS-6 sind in unterschiedlichem Zustand in Russland als Denkmäler und in Museen erhalten.
- BM-8 – In verschiedenen Versionen gebauter Mehrfachraketenwerfer mit geringerem Kaliber als der BM-13. Auch hier diente der ZIS-6 in den Jahren 1941 und 1942 als Lafette.[5]
- BM-31 – Wie BM-13, jedoch größeres Kaliber. Auf ZIS-6 in den Jahren 1943 und 1944 installiert.[5]

## Technische Daten
Die nachfolgenden technischen Daten sind, soweit nicht anders gekennzeichnet, der originalen Bedienungsanweisung vom Hersteller zum Fahrzeug entnommen und entsprechen dem Stand von 1937. Da über die Produktionszeit hinweg immer wieder kleinere Änderungen vorgenommen wurden, können Daten aus unterschiedlichen Quellen leicht abweichen.
- Motor: Reihen-Sechszylinder-Ottomotor mit Vergaser
- Motortyp: „ZIS-5“
- Leistung: 73 PS (54 kW) bei 2300 min−1
- Hubraum: 5,55 l
- Bohrung: 101,6 mm (4″)
- Hub: 114,3 mm (4½″)
- Drehmoment: 28,5 kpm (280 Nm)[2]
- Verdichtung ({\displaystyle \varepsilon }): 4,6…4,8
- Vergasertyp: MAAS-5
- Zündfolge: 1–5–3–6–2–4
- Kupplung: Zweischeibentrockenkupplung
- Getriebe: Schaltgetriebe, 4 Vorwärtsgänge, 1 Rückwärtsgang
- Untersetzungsgetriebe: dreistufig
  - Straße: 1:1
  - Gelände: 1,53:1
  - rückwärts: 1,11:1
- Treibstoffverbrauch auf befestigten Straßen: 36–40 kg/100 km, entspricht etwa 50 l/100 km
- Treibstoffvorrat: 100 l
- Reichweite: 200 km auf befestigten Straßen
- Höchstgeschwindigkeit: 55 km/h
- Bordspannung: 6 V
- Batterien: Typ 3-ST VII, zwei Stück zu je 105 Ah
- Lichtmaschine: GAU-42, 6–8 V, 110 W
- Anlasser: elektrisch, 0,9 PS
- Sitzplätze: 2
- Antriebsformel: 6×4

Abmessungen und Gewichte
- Länge: 6060 mm[6]
- Breite: 2235 mm[6]
- Höhe: 2160 mm[6]
- Bodenfreiheit: 290 mm[6]
- Radstand: 3360 + 1080 mm
- Spurweite: 1546 mm vorne, 1675 mm hinten (Doppelbereifung)
- Wendekreis: 18 m
- Gewicht Fahrgestell: 3630 kg
- Gewicht Kabine und Ladefläche: 600 kg
- Leergewicht inklusive Werkzeug, Ersatzrad und vollgetankt: 4230 kg
- Zuladung: 4000 kg, auf schlechten Straßen und im Gelände 2500 kg
- zulässiges Gesamtgewicht: 8230 kg
- Reifendimension: 34×7"